# Schweiggeria mexicana
Schweiggeria mexicana är en violväxtart som beskrevs av Schlecht.. Schweiggeria mexicana ingår i släktet Schweiggeria och familjen violväxter. Inga underarter finns listade i Catalogue of Life.